# Марко Дмитровић
Марко Дмитровић (Суботица, 24. јануар 1992) српски је фудбалски голман, који тренутно наступа за Еспањол.

## Клупска каријера
Голманску каријеру почео је са осам година у суботичком Северу. Потом је прешао у ФК Суботица, где су га запазили скаути Црвене звезде, па се 2007. године обрео на Маракани.
После шест сезона, три у јуниорском и три у сениорском погону „црвено-белих“, у коме никад није добио праву прилику да се искаже међу стативама, отишао је у мађарски Ујпешт, а затим и у енглески Чарлтон, захваљујући чињеници да је газда Чарлтона, Белгијанац Роланд Душател, уједно и власник Ујпешта.
Гол Чарлтона у Чемпионшипу чувао је на само пет првенствених сусрета, па су га шест месеци касније, послали на позајмицу у шпанског друголигаша Алкоркон, где је коначно добио прилику да брани у континуитету.
Након две сезоне у којима је стандардно наступао у Алкоркону, Дмитровић је крајем јуна 2017. прешао у шпанског прволигаша Ејбар. Свој први погодак у професионалној каријери постигао је 21. јануара 2021. године када је успешно реализовао једанаестерац против мадридског Атлетика.
У јулу 2021. потписао је четворогодишњи уговор са Севиљом. Са клубом је освојио Лигу Европе у сезони 2022/23. Напустио је Севиљу након три сезоне и прешао је у Леганес.

## Репрезентација
Прошао све млађе репрезентативне селекције. На шест сусрета стајао на голу репрезентације до 17 година.
За репрезентацију Србије до 19 година наступио на девет мечева, док је гол младе репрезентације бранио на 15 утакмица.
У новембру 2017. након прекида сарадње ФСС са Славољубом Муслином, добио је позив вршиоца дужности селектора репрезентације Младена Крстајића да се прикључи А тиму Србије пред пријатељске мечеве са Кином и Јужном Корејом које су Орлови одиграли у Гуангџоу, односно Бусану. Дебитовао је у другом полувремену сусрета са Јужном Корејом (1:1).
У марту 2023. саопштено је да се Дмитровић повукао из репрезентације.

## Статистика

#### Клупска
Ажурирано 31. маја 2020.
| Клуб                 | Сезона   | Лига               | Лига    | Лига   | Национални куп | Национални куп | Лига куп | Лига куп | Европа  | Европа | Остало  | Остало | Укупно  | Укупно |
| Клуб                 | Сезона   | Дивизија           | Наступа | Голова | Наступа        | Голова         | Наступа  | Голова   | Наступа | Голова | Наступа | Голова | Наступа | Голова |
| -------------------- | -------- | ------------------ | ------- | ------ | -------------- | -------------- | -------- | -------- | ------- | ------ | ------- | ------ | ------- | ------ |
|                      |          |                    |         |        |                |                |          |          |         |        |         |        |         |        |
| Црвена звезда        | 2010/11. | Суперлига Србије   | 0       | 0      | 0              | 0              | —        | —        | 0       | 0      | —       | —      | 0       | 0      |
| Црвена звезда        | 2011/12. | Суперлига Србије   | 0       | 0      | 0              | 0              | —        | —        | 0       | 0      | —       | —      | 0       | 0      |
| Црвена звезда        | 2012/13. | Суперлига Србије   | 0       | 0      | 0              | 0              | —        | —        | 0       | 0      | —       | —      | 0       | 0      |
| Црвена звезда        | Укупно   | Укупно             | 0       | 0      | 0              | 0              | —        | —        | 0       | 0      | —       | —      | 0       | 0      |
|                      |          |                    |         |        |                |                |          |          |         |        |         |        |         |        |
| Ујпешт               | 2013/14. | Прва лига Мађарске | 12      | 0      | 1              | 0              | —        | —        | —       | —      | —       | —      | 13      | 0      |
| Ујпешт               | 2014/15. | Прва лига Мађарске | 0       | 0      | 1              | 0              | 4        | 0        | —       | —      | 0       | 0      | 5       | 0      |
| Ујпешт               | Укупно   | Укупно             | 12      | 0      | 2              | 0              | 4        | 0        | —       | —      | 0       | 0      | 18      | 0      |
|                      |          |                    |         |        |                |                |          |          |         |        |         |        |         |        |
| Чарлтон              | 2014/15. | Чемпионшип         | 5       | 0      | 0              | 0              | 0        | 0        | —       | —      | —       | —      | 5       | 0      |
|                      |          |                    |         |        |                |                |          |          |         |        |         |        |         |        |
| Алкоркон (позајмица) | 2015/16. | Друга лига Шпаније | 38      | 0      | 0              | 0              | —        | —        | —       | —      | —       | —      | 38      | 0      |
| Алкоркон             | 2016/17. | Друга лига Шпаније | 41      | 0      | 1              | 0              | —        | —        | —       | —      | —       | —      | 42      | 0      |
| Алкоркон             | Укупно   | Укупно             | 79      | 0      | 1              | 0              | —        | —        | —       | —      | —       | —      | 80      | 0      |
|                      |          |                    |         |        |                |                |          |          |         |        |         |        |         |        |
| Ејбар                | 2017/18. | Прва лига Шпаније  | 36      | 0      | 1              | 0              | —        | —        | —       | —      | —       | —      | 37      | 0      |
| Ејбар                | 2018/19. | Прва лига Шпаније  | 24      | 0      | 0              | 0              | —        | —        | —       | —      | —       | —      | 24      | 0      |
| Ејбар                | 2019/20. | Прва лига Шпаније  | 26      | 0      | 0              | 0              | —        | —        | —       | —      | —       | —      | 26      | 0      |
| Ејбар                | Укупно   | Укупно             | 86      | 0      | 1              | 0              | —        | —        | —       | —      | —       | —      | 87      | 0      |
|                      |          |                    |         |        |                |                |          |          |         |        |         |        |         |        |
| Каријера             | Каријера | Каријера           | 182     | 0      | 4              | 0              | 4        | 0        | 0       | 0      | 0       | 0      | 190     | 0      |
|                      |          |                    |         |        |                |                |          |          |         |        |         |        |         |        |

#### Репрезентативна
Ажурирано 25. марта 2023.
| Србија | Србија  | Србија |
| Године | Наступи | Голови |
| ------ | ------- | ------ |
| 2017.  | 1       | 0      |
| 2018.  | 4       | 0      |
| 2019.  | 8       | 0      |
| 2020.  | 3       | 0      |
| 2021.  | 2       | 0      |
| 2022.  | 1       | 0      |
| Укупно | 19      | 0      |

## Трофеји

### Ујпешт
- Куп Мађарске (1) : 2013/14.

### Севиља
- УЕФА Лига Европе (1) : 2022/23.